# Взрывы в Бакинском метрополитене
Взрывы в Бакинском метрополитене — два террористических акта, произошедших в марте и июле 1994 года на станциях Бакинского метрополитена. Первый теракт произошёл 19 марта на станции «20 января», второй — 3 июля между станциями «28 мая» и «Гянджлик».

## Теракт на станции «20 января»

### Хроника событий
19 марта 1994 года, в 13:00 на станции метро «20 января» прогремел взрыв. Самодельная бомба с часовым механизмом взорвалась в головном вагоне поезда в тот момент, когда состав остановился на станции.  В ходе террористического акта погибли 14 человек, ещё 49 были ранены. Исполнитель теракта Октай Гурбанов погиб при взрыве. Среди погибших был азербайджанский джазовый музыкант, Народный артист Азербайджана Рафик Бабаев. От взрыва частично обрушился потолок станции метро.

#### Расследование
Президент страны Гейдар Алиев подписал указ о создании в Баку государственной комиссии по расследованию теракта. По подозрению в совершении преступления были арестованы члены лезгинского национального движения «Садвал». По данным следствия, организаторы и исполнители теракта имели связи со спецслужбами Армении и проходили подготовку на территории этой страны. По факту террористического акта были осуждены 11 человек, двое из которых были приговорены к смертной казни, а девять — к различным срокам тюремного заключения.  Правовой центр «Мемориал» и «Правозащитный центр Азербайджана» признали фигурантов дела политзаключёнными
.

## Теракт 3 июля 1994 года

### Хроника событий
3 июля произошёл второй террористический акт в бакинском метро. В 8:30 во втором вагоне электропоезда, выехавшего со станции «28 мая», взорвалась бомба, в тот момент, когда состав находился в пятистах метрах от платформы станции «Гянджлик»». После взрыва вагоны электропоезда вспыхнули. В результате теракта погибли 13 человек, ещё 58 пассажиров были ранены.

#### Расследование
По факту организации взрыва в электропоезде между станциями «Гянджлик» и «28 мая» в Москве был арестован гражданин Азербайджана Азер Асланов. 29 ноября 1997 года его экстрадировали в Азербайджан. В 1998 году Асланов показал, что указание провести этот теракт он якобы получил, находясь в армянском плену, от публициста Зория Балаяна.  Суд приговорил террориста к пожизненному заключению. Следствие установило, что инструкторами террористического акта якобы были сотрудники органов спецслужб Армении полковник Карен Багдасарян и капитан Сейран Саркисян. Ссылаясь также на показания Асланова, постановлением азербайджанского суда также по политическим мотивам было возбуждено уголовное дело в отношении Балаяна, а в 1999 году, на основе представления Генеральной прокуратуры Азербайджана, Интерпол объявил публициста в международный розыск как особо опасного преступника, а затем прокуратура Азербайджана объявила его в межгосударственный розыск в странах СНГ. В 2001 году Интерпол, рассмотрев вопрос, исключил Балаяна из списка разыскиваемых лиц. Генеральный секретарь Интерпола Рональд Нобл отметил, что дело «имеет преобладающий политический характер» и подпадает под статью 3 Устава Интерпола, запрещающую организации «осуществлять какое-либо вмешательство или деятельность политического, военного, религиозного или расового характера». Генеральная прокуратура РФ, рассмотрев дело Балаяна, по результатам проверки направила в МВД России поручение о прекращении розыска писателя на территории РФ.

## Оценки
В 2001 году в интервью газете «Южнороссийское обозрение» (№ 5, 2001 г.) министр по национальной политике Дагестана в 2003 - 2005 годах, лезгин по национальности Загир Арухов заявил, что по его мнению:

Якобы имевшая место раздача лезгинскому населению на территории Дагестана армянского оружия, инциденты на границе, террористический акт в бакинском  метро – все это меры, предпринимаемые азербайджанскими спецслужбами в целях  компрометации как самого движения „Садвал“, так и пропагандируемых им идей. Цели этих  акций в данном случае достаточно прозрачны – использовать национальное движение  „Садвал“ для провоцирования первоначального конфликта, дискредитации роли Армении в  южнокавказской политике.— 